# 滝村隆一
滝村 隆一（たきむら りゅういち、1944年〈昭和19年〉 - 2016年）は在野にして独学の政治学徒。

## 生涯
1944年岡山県倉敷市生まれ。埼玉県立浦和高等学校、1970年法政大学社会学部応用経済学科卒業。
1967年「二重権力論」（『試行』21号）を発表。吉本隆明主宰の不定期雑誌『試行』を主要な論文発表の舞台とする。1969年『革命とコンミューン』（イザラ書房1976年新版）、1971年『マルクス主義国家論』（三一書房1974年増補版）、1973年『北一輝』日本の国家社会主義（ISBN 4326150203　勁草書房）出版。
その後、実証史学の業績を踏まえた歴史理論的研究へと進み、「アジア的国家の論理構造」（『展望』1976年3月号）などの歴史理論的諸論文を発表。その成果の一部は、1978年『アジア的国家と革命』（三一書房）、1981年『国家の本質と起源』（勁草書房）に収録されている。
1970年代後半、「国家論大綱」の骨格を組み上げる理論的作業を開始。1980年『唯物史観と国家理論』（三一書房）、『国家の本質と起源』で、「三権分立」「統治」「行政」という「国家論大綱」の最重要概念の原型を提出する。
1980年代に入り、先行学説批判を展開。1982年『国家論を巡る論戦』（ISBN 4326350342）、丸山眞男批判の2冊1984年『ラスウェルと丸山政治学』（ISBN 4326350458）・1987年『ヴェーバーと丸山政治学』（ISBN 4326350709）（いずれも勁草書房）、単行本未収録の社会史批判「流行の社会史とはなにか」（『史潮』24号　1988年11月号）「マルクス主義の方法的解体」（『試行』72号）など
1992年『「世紀末」時代を読む』（ISBN 4393331281　春秋社　芹沢俊介との対談）、1996年『ニッポン政治の解体学』（ISBN 4788796341　時事通信社）で、時代情況論・時事評論的な活動も展開。
2003年、これまでの理論的成果を踏まえた体系的著述『国家論大綱第一部（権力と国家の基礎理論）』（勁草書房）を出版。
2016年没

## 交流
滝村は、政治学・法学の世界では無視黙殺されているが、東洋史・日本史の人間とは交流がある。明治維新史の原口清、中国近代史の小林一美、インド中世史の佐藤正哲、考古学者の寺沢薫など。1970年代前半までは三浦つとむと親密な関係にあり、英語学者の宮下眞二との交流もあった。武道家・武道理論家の南郷継正とも交流があった。

## 国家論大綱
外部リンク
- 国家論大綱第一巻上 2003年5月12日発行、ISBN 4326301481、出版元：勁草書房
- 国家論大綱第一巻下 2003年7月7日発行、ISBN 432630149X、出版元：勁草書房

## 滝村国家論
国家本質論
- ＜共同体－内－国家＞：狭義の国家＝国家権力
- ＜共同体－即－国家＞：広義の国家＝国家

### 滝村国家論における唯物史観
社会（国家）が「世界史的」な発展をしてきたことをさす。
概ね次のように発展してきたとする。
- ＜アジア的＞　発展段階
- ＜古代的＞　発展段階
- ＜中世的＞　発展段階
- ＜近代的＞　発展段階

なお、近代的発展段階に至って初めて、国家が支配権力、被支配権力から独立した第三権力の国家として完成したとする。
ただし、これは社会科学に必要な社会発展の一般史であって、具体的な個別の国家の発展史ではない。
また、未来の社会を予測するものでもない。

### その他
- 戦時国家体制（根本理念、国民社会統制、統治形態、社会構成、歴史的原型）
  - ファシズム国家
- マルクス主義国家死滅論の解体
- 社会主義専制国家論
- 自由民主党の派閥論

## 関連（滝村国家論の定義とは異なる）
- 政治
- 権力
- ファシズム
  - ナチズム
  - 天皇制ファシズム
- 社会主義
- マスメディア
- 唯物史観
- 三権分立